# Corps albicans
 (janvier 2016).
Si vous disposez d'ouvrages ou d'articles de référence ou si vous connaissez des sites web de qualité traitant du thème abordé ici, merci de compléter l'article en donnant les références utiles à sa vérifiabilité et en les liant à la section « Notes et références ».

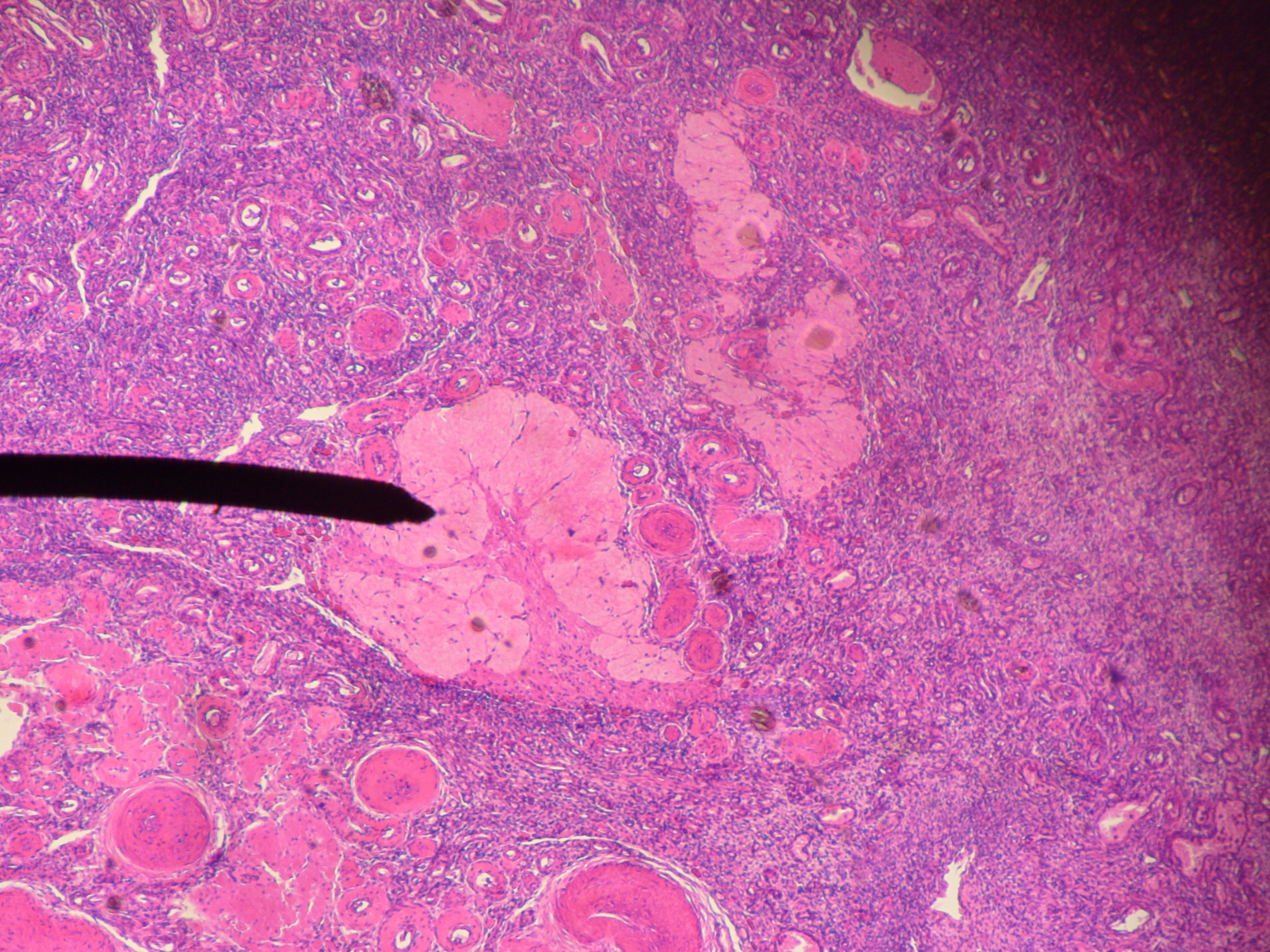
Corps blanc (ou corpus albicans en latin), dans un ovaire de femelle de l'homme, coloration hématoxyline-éosine ou apparenté. On remarque le stroma (Tissu conjonctif cellulaire) à l'aspect "en tourbillon".

Le corps albicans (ou corpus albicans) est aussi appelé corps blanc ou corps fibreux (la dégénérescence est fibreuse, les cellules glandulaires se transforment en tissu conjonctif dense[réf. nécessaire]). Il apparaît lors de la lutéolyse (en)) du corps jaune, à la fin de la phase lutéale ou, après que le placenta a pris le relais pour la production d'hormones.[réf. nécessaire]

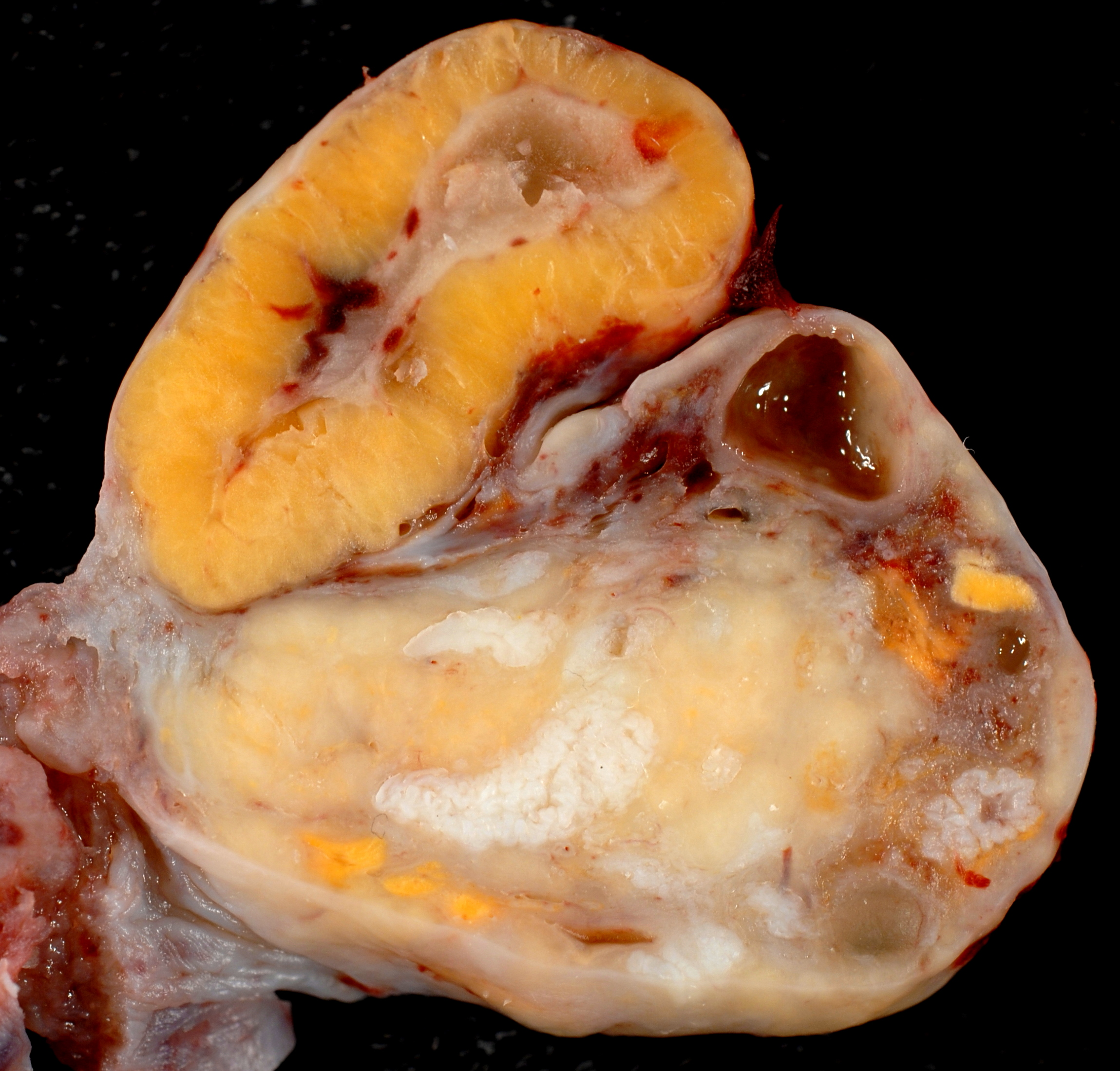
Ovaire avec un corps jaune dans la partie supérieure gauche de l'image; et un corps blanc dans sa partie inférieure droite (confer description).